# Mami Kaneda
Pour les articles homonymes, voir Kaneda.
Mami Kaneda (金田 真美, Kaneda Mami), née le 9 mars 1968, est une joueuse internationale de football japonaise.

## Biographie
Le 22 octobre 1984, elle fait ses débuts dans l'équipe nationale japonaise contre l'Australie. Elle compte 3 sélections en équipe nationale du Japon de 1984 à 1986.

## Statistiques
Le tableau ci-dessous présente les statistiques de Mami Kaneda en équipe nationale
| Équipe du Japon | Équipe du Japon | Équipe du Japon |
| Année           | Matchs          | Buts            |
| --------------- | --------------- | --------------- |
| 1984            | 2               | 0               |
| 1985            | 0               | 0               |
| 1986            | 1               | 0               |
| Total           | 3               | 0               |